# Беджая
Беджа́я (араб. بجاية‎, Bedjaya; бербер. ⴱⴳⴰⵢⴻⵜ, Bgayet, Vgayet, ранее название города передавалось как Бужи, Бужа — фр. Bougie или фр. Bugia) — город-порт на севере Алжира, административный центр одноимённого вилайета. Население по данным на 2008 год составляет 177 988 человек. Это один из крупнейших преимущественно бербероязычных городов Алжира.

## География

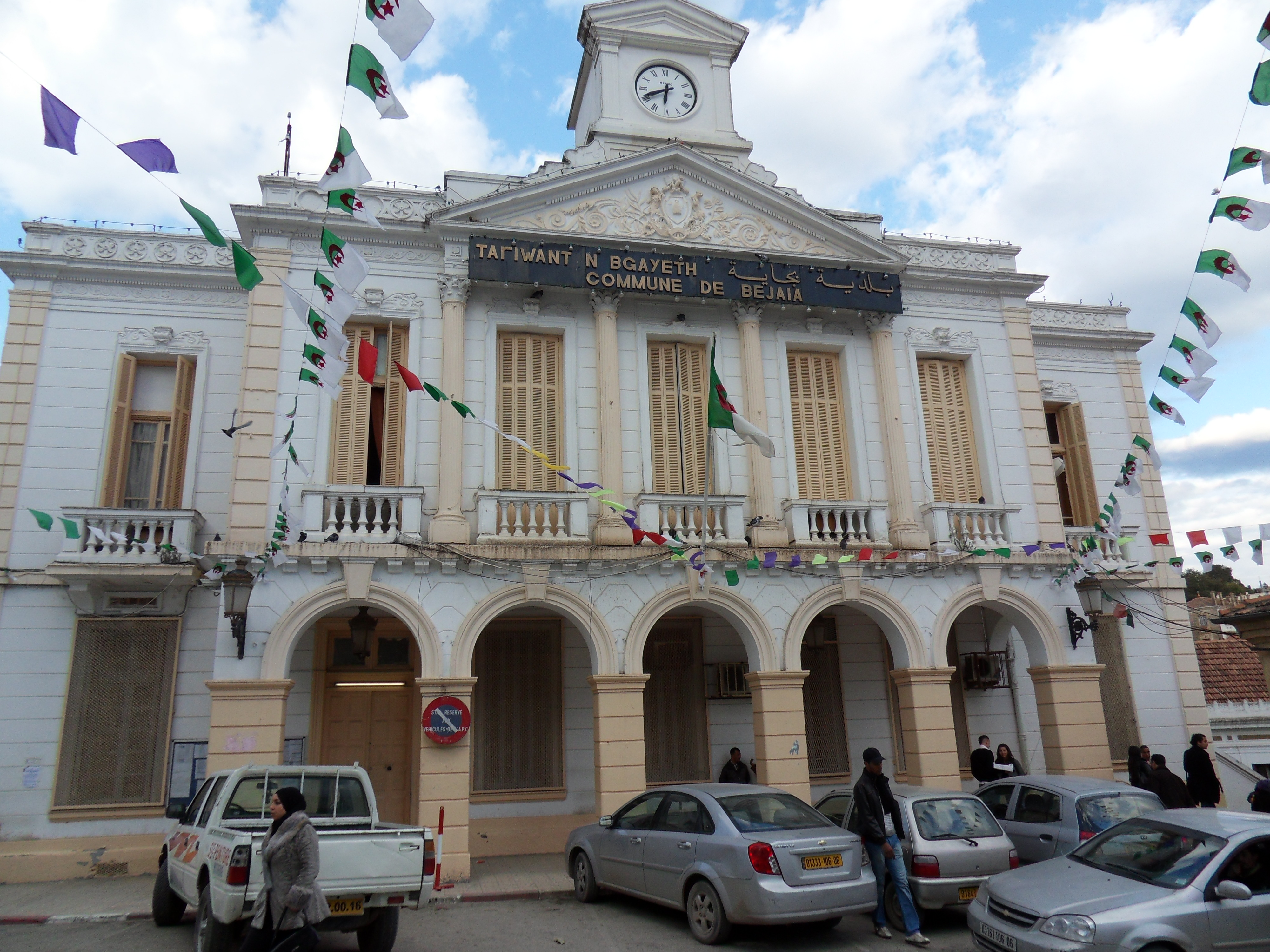
Городская мэрия

Беджая расположена в историко-географической области Кабилия, на берегу Средиземного моря, примерно в 181 км к востоку от города Алжир, в 93 км к востоку от города Тизи-Узу и в 70 км к северо-западу от города Сетиф. Город находится на склоне 660-метровой горы Гурая. К северо-западу от Беджаи расположена вершина Пик-де-Сенж, буквально «Обезьянья гора», которая является одним из немногих мест обитания маготов (варварийских обезьян). Мимо города протекает река Суммам.
В городе расположен университет им. Абдеррахмана Мира (фр. Université Abderrahmane Mira de Béjaïa).

## История
Первым поселением на месте современного города была римская колония Салды (Saldae), учреждённая императором Веспасианом для расселения отставных солдат. Этот город имел большое значение в государстве вандалов и некоторое время служил его столицей.
В средневековье городом овладели берберы из племени беджая, чьё имя он носит до сих пор. В XII веке становится столицей государства Хаммадидов. Беджая служила одной из главных гаваней берберийских пиратов до 1510 года, когда ею овладели испанцы.
Под османским владычеством (с 1555 по 1833 годы) Беджая потеряла прежнее значение. С 1833 года под властью французов, которые в 1905-09 годы осуществили строительство нового порта. В 1959 году в связи с разработкой месторождения Хасси-Мессауд в Беджае открылся крупный нефтеналивной терминал.

## Климат
Для Беджайи, как и для большинства других городов северного Алжира, характерен средиземноморский климат, с очень тёплым засушливым летом и мягкой дождливой зимой.
| Показатель                    | Янв. | Фев. | Март | Апр. | Май  | Июнь | Июль | Авг. | Сен. | Окт. | Нояб. | Дек. | Год  |
| ----------------------------- | ---- | ---- | ---- | ---- | ---- | ---- | ---- | ---- | ---- | ---- | ----- | ---- | ---- |
| Средний суточный максимум, °C | 16,4 | 16,8 | 17,7 | 19,3 | 22,0 | 25,3 | 28,7 | 29,3 | 27,8 | 24,3 | 20,3  | 16,9 | 22,0 |
| Средняя температура, °C       | 12,1 | 12,3 | 13,1 | 14,7 | 17,6 | 21,0 | 24,0 | 24,8 | 23,2 | 19,7 | 15,8  | 12,7 | 17,5 |
| Средний суточный минимум, °C  | 7,7  | 7,6  | 8,5  | 10,1 | 13,1 | 16,6 | 19,3 | 20,2 | 18,5 | 15,0 | 11,2  | 8,4  | 13,0 |
| Норма осадков, мм             | 99   | 85   | 100  | 70   | 41   | 16   | 5    | 13   | 40   | 89   | 99    | 135  | 792  |
| Источник: World Climate       |      |      |      |      |      |      |      |      |      |      |       |      |      |

## Интересные факты
- От французского названия города — Бужи (Bougie) — происходит французское название восковых свечей. Связано это с тем, что воск в средневековую Францию завозился из Алжира.
- Местный торговец по имени Фибоначчи освоил в Беджае счёт арабскими цифрами, с которыми впоследствии познакомил всю Европу.

## Города-партнёры
- Брест, Франция